# Curtain Call: The Hits
Curtain Call: The Hits — збірка найкращих творів американського репера Eminem. Видана 6 грудня 2005 року лейблом Shady, Aftermath, Interscope. Крім вже відомих хітів до альбому увійшло декілька нових пісень: Fack, When I'm Gone та Shake That. Останні дві пісні згодом були представлені у вигляді синглів та стали хітами. Альбом став діамантовим у США, три рази платиновим у Австралії та Великій Британії, і чотири рази платиновим у Новій Зеландії. 
11 липня 2022 року Емінем оголосив про продовження альбому під назвою Curtain Call 2, який міститиме матеріал із його пізніших робіт. Він був випущений 5 серпня 2022 року.

## Список пісень
1. Intro 0:33
2. Fack 3:24
3. The Way I Am 4:50
4. My Name Is 4:27
5. Stan 6:43
6. Lose Yourself 5:25
7. Shake That (разом з Nate Dogg) 4:32
8. Sing For The Moment 5:39
9. Without Me 4:50
10. Like Toy Soldiers 4:54
11. The Real Slim Shady 4:43
12. Mockingbird 4:10
13. Guilty Conscience (разом з Dr. Dre) 3:19
14. Cleanin' Out My Closet 4:57
15. Just Lose It 4:06
16. When I'm Gone 4:40
17. Stan (разом з Елтоном Джоном) (Directo) 6:19

### Бонус треки
1. Dead Wrong (разом з Notorious B.I.G.) 4:57
2. Role Model 3:25
3. Kill You 4:24
4. Shit On You (feat. D12) 5:28
5. Criminal 5:12
6. Renegade feat Jay-Z 5:36
7. Just Don't Give A Fuck 4:00